# Gorice (Sanski Most)
Gorice  falu Bosznia-Hercegovinában, a Bosznia-hercegovinai Föderáció Una-Szanai kantonjában, Sanski Most községben.

## Fekvése
Bosznia-Hercegovina északnyugati részén, Bihácstól légvonalban 48, közúton 68 km-re keletre, Sanski Mosttól légvonalban 14, közúton 18 km-re nyugatra fekvő dombos, erdős területen, a Bliha-folyó völgyében és a környező dombokon fekszik.

## Népessége
| Nemzetiségi csoport | Népesség 1991 | Népesség 2013 |
| ------------------- | ------------- | ------------- |
| Szerb               | 22            | 1             |
| Bosnyák             | 621           | 614           |
| Horvát              | 1             | 0             |
| Jugoszláv           | 0             | 0             |
| Egyéb               | 0             | 0             |
| Összesen            | 644           | 615           |

## Története
A helyi muszlim gyülekezetnek ma 123 háztartása van, pontosan annyi, amennyit a boszniai háború kezdetén, az 1992-es szerb agresszió során megsemmisítettek és elűztek. Az 1910-ben épült, minaret nélküli mecsetet 1993-ban a szerbek lerombolták, de a háború után 1999-ben felújították és október 2-án ünnepélyesen megnyitották. Az imámi szolgálatot ebben a gyülekezetben a következő imámok végezték: Džanan Sinanović, Enes Pašalić, Šefik Curkić és Amel Kudić efendi, a gyülekezet jelenlegi imámja. A muszlim gyülekezet ingatlanaiból a mecseten kívül iskola, imámház, gasulhan, két temető és két gyülekezeti földtulajdon is található a településen.

## Nevezetességei
A falu mecsete 1910-ben épült, 1993-ban lerombolták, 1999-ben a gyülekezet újjáépítette.